# Vito Maria Giovenazzi
Vito Maria Giovenazzi (Castellaneta, 20 de febrero de 1727, Roma, 26 de junio de 1805) fue un jesuita, escritor e filólogo italiano.

## Vida
Cursó filosofía (1748-1751) y teología (1754- 1758) en Nápoles, con un intermedio de docencia de humanidades en Lecce y en Nápoles. Tras su ordenación, enseñó filosofía, teología escolástica y moral en L'Aquila (1761-1763) y Salerno (1763-1764), y retórica y griego antiguo a los escolares jesuitas en Nápoles (1764-1767). Después de la expulsión del Reino de Nápoles en 1767, salió de la Compañía de Jesús. Por su competencia en la literatura clásica, se le ofreció una cátedra en la Universidad de Roma La Sapienza, donde permaneció hasta la muerte. Recababan su opinión incluso los expertos, como los antiguos jesuitas Stefano Antonio Morcelli, Giuseppe Maria Mazzolari y Francesco Antonio Zaccaria. En 1773, en colaboración con el filólogo alemán Paul Jakob Bruns, publicó una edición anotada de un amplio fragmento del libro 91 de la historia de Tito Livio, que había descubierto en un palimpsesto en la Biblioteca Apostólica Vaticana. El mismo año, publicó una obra histórica sobre la ciudad de Aveia en los Abruzos. Perduran en edificios o colecciones literarias muchas de las inscripciones latinas de Giovenazzi.

## Obras

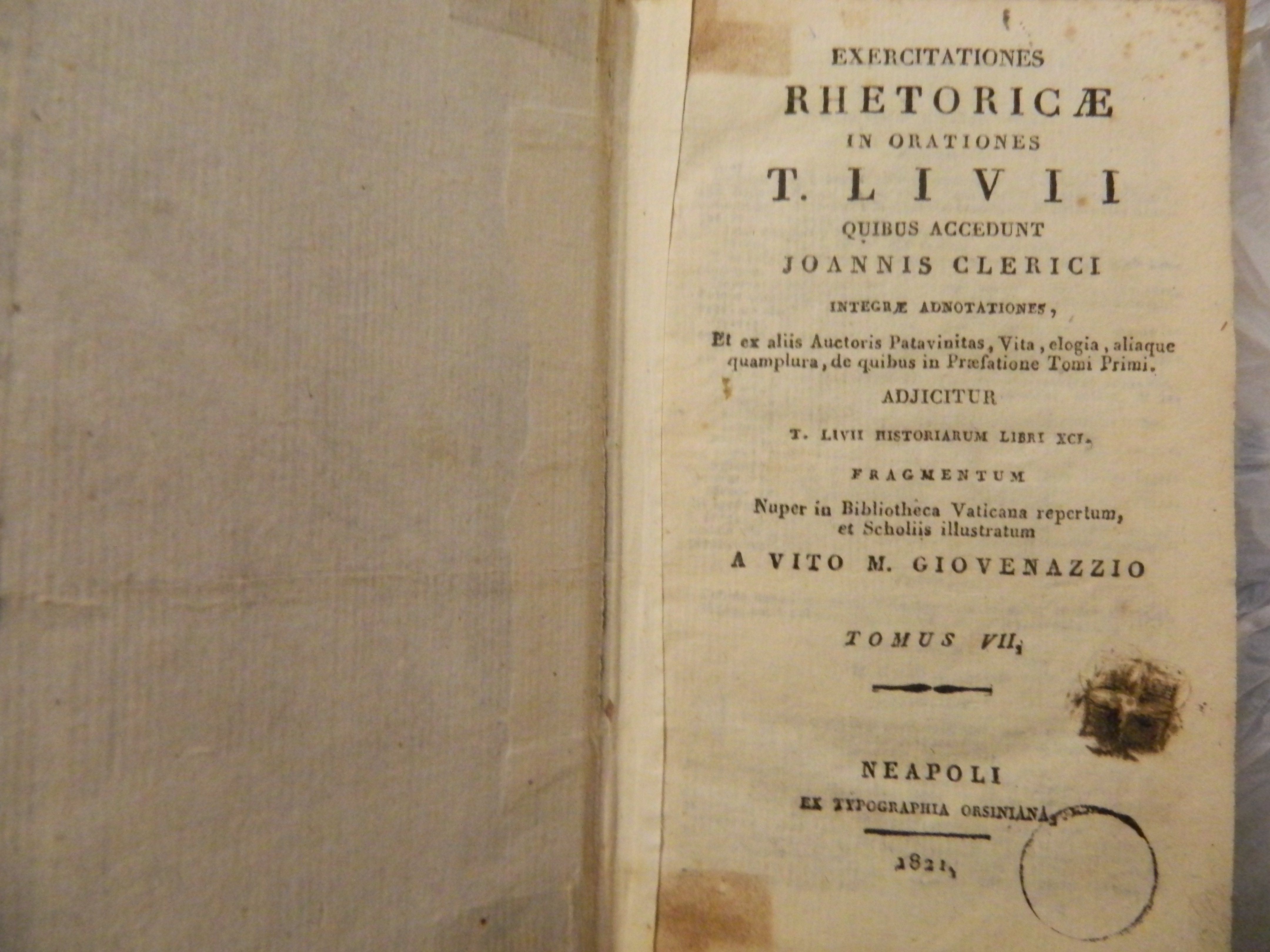
Exercitationes Rhetoricae In Orationes T. Livii... Adjicitur T. Livii Historiarum Libri XCI. Fragmentum nuper in Bibliotheca Vaticana repertum et Scholiis illustratum a Vito M. Giovenazzio (1821)

- Titi Livii libri Historiarum libri XCI. Fragmentum... (Roma, 1773).
- Della città di Aveja ne' Vestini ed altri luoghi di antica memoria (Roma, 1773).
- Viti Mariae Iuvenatii poematum libellus, ad virum amplissimum Josephum Mariam Parthenium (Nápoles, 1786).